# Aurora (Virginie-Occidentale)
Aurora est une census-designated place située dans le comté de Preston, dans l’État de Virginie-Occidentale, aux États-Unis. Lors du recensement de 2020, elle comptait 200 habitants.